# Isaac de Armenia

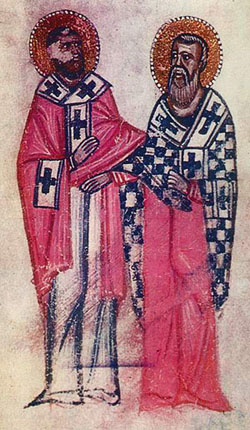
Miniatura de Mesrob Mashtots e Isaac. 1651

Isaac de Armenia, Isaac I el Grande, Isaac I el Parto, Sahak Magno o Sahak el Parto (en armenio: Սահակ Պարթև; romanizado: Sahak Part'ev, en parto: Sahak-i Parthaw) (c. 329-5 de septiembre de 439) fue un catolicós de la Iglesia apostólica armenia entre 387 y 428. También es celebrado como santo por la Iglesia armenia, siendo su festividad el 5 de septiembre.

## Biografía
Huérfano desde una edad muy temprana, Isaac recibió una excelente educación literaria en Constantinopla, particularmente en lenguas orientales. Tras la muerte de Aspuraces I (r. 381-386), le sucedió Isaac, entronizado en 387 por el rey Cosroes IV (r. 387-392), quien destacó sus muchas virtudes. De hecho, Isaac vivía con 60 discípulos en un gran monasterio. Una comunidad dedicada a la vida religiosa, practicaban una vida austera y a la que pertenecía el futuro Mesrob Mashtots. Después de la destitución de Cosroes IV en 392 y su reemplazo por su hermano Vramshapuh (r. 392-414), Isaac se mantuvo en su cargo.
Tras su elección, se dedicó a la formación religiosa y científica de su pueblo. Armenia atravesaba entonces una grave crisis. En 387 había perdido su independencia y se había repartido entre los imperios bizantino y sasánida. Cada división tenía a la cabeza un monarca armenio pero feudatorio. En el territorio bizantino, sin embargo, a los armenios se les prohibió el uso de la lengua siríaca, hasta entonces utilizada exclusivamente en el culto divino, por lo que se sustituyó por la lengua griega, y el país gradualmente se fue helenizando. En los distritos persas, por el contrario, el griego estaba absolutamente prohibido, mientras que se favorecía fuertemente el siríaco. De esta manera, la antigua cultura de los armenios estaba en peligro de desaparecer y la unidad nacional se veía seriamente comprometida.
Para salvar la pérdida de identidad, Isaac ayudó a Mesrob a inventar el alfabeto armenio y comenzó a traducir la Biblia cristiana. Su traducción de la Peshitta, una versión cristiana de la Biblia en idioma siríaco, fue revisada con la Septuaginta, e incluso, con el texto hebreo (entre 410 y 430). También la liturgia, hasta ahora en siríaco, se tradujo al armenio, basándose al mismo tiempo en la liturgia de san Basilio de Cesarea. Isaac estableció escuelas de educación superior con la ayuda de discípulos a quienes había enviado a estudiar a Edesa, Melitene, Constantinopla y otros lugares. A través de ellos, hizo traducir las principales obras maestras de la literatura cristiana griega y sríaca, como los escritos de Atanasio de Alejandría, Cirilo de Jerusalén, Basilio, Gregorio Nacianceno, Gregorio de Nisa), Juan Crisóstomo o Efrén el Sirio.
Gracias a sus esfuerzos, se reconstruyeron las iglesias y los monasterios destruidos por los persas, se cuidó con generosidad la educación, se expulsó el culto pagano de Ahura Mazda que Yezdegard I (r. 399-420) trató de establecer y se celebraron 3 concilios para restaurar la disciplina eclesiástica. Fue autor también de himnos litúrgicos. Se han podido conservar dos cartas escritas por Isaac al emperador bizantino Teodosio II (r. 408–450) y por Ático de Constantinopla (r. 406–425). Una tercera, dirigida a Proclo de Constantinopla (r. 434-446), no fue escrito por él, data del siglo X. Tampoco formó parte, como se le atribuyó erróneamente, del Primer Concilio de Éfeso (431), aunque de las disputas que surgieron en Armenia, entre los seguidores de Nestorio y los discípulos de Acacio de Melitene y Rábula de Edesa, Isaac y su Iglesia apelaron a Constantinopla y a través de Proclo obtuvieron las explicaciones deseadas.
Era un hombre de piedad iluminada y de una vida muy austera. En 428, el rey Artaxias IV (r. 422–428) fue depuesto por Bahram IV (r. 420–438) a petición de los príncipes de Armenia e Isaac fue destituido por su gran independencia de carácter. Tras dos impopulares sucesores, en 432 Bahram le permitió retomar su cargo, pero solo para ejercer un poder espiritual. El poder secular fue concedido a Samuel el Sirio. En su edad avanzada, se retiró a la soledad, muriendo a los 110 años. No se conocen ni el año ni el mes exacto de su muerte, pero parece haber ocurrido entre 439 (lo más probable) y 441. Varios días son consagrados en su memoria en la Iglesia armenia.

## Familia
Isaac tenía un origen parto y pertenecía a una verdadera dinastía sacerdotal, que había ocupado casi permanentemente la sede armenia desde sus inicios. Era hijo del cristiano san Nerses I y de una princesa mamiconia llamada Sanducht, hija de Vardan I Mamiconio. A través de su padre, era gregórida, descendiente de la familia de san Gregorio I el Iluminador. Fue el quinto catolicós de la dinastía arsácida de Armenia después de san Gregorio (301-325), san Arisdaches I (325-333), san Vertanes I (333-341) y san Husik I (341–347). Su abuela paterna era la princesa arsácida Bambishn, hermana del rey Tigranes VII (Tiran).